# Hemionitis palmata
Hemionitis palmata là một loài thực vật có mạch trong họ Adiantaceae. Loài này được L. miêu tả khoa học đầu tiên năm 1753.

## Hình ảnh

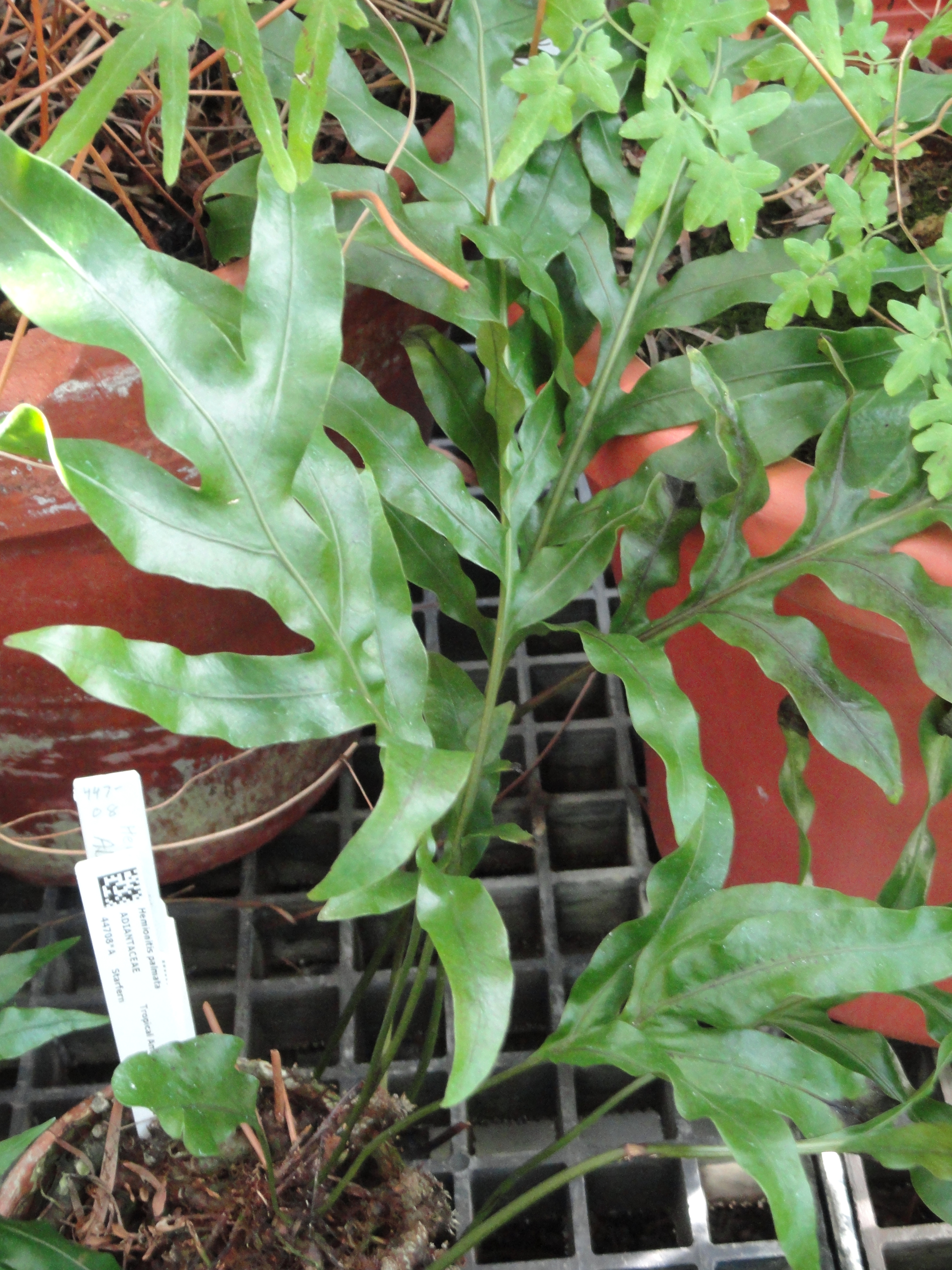
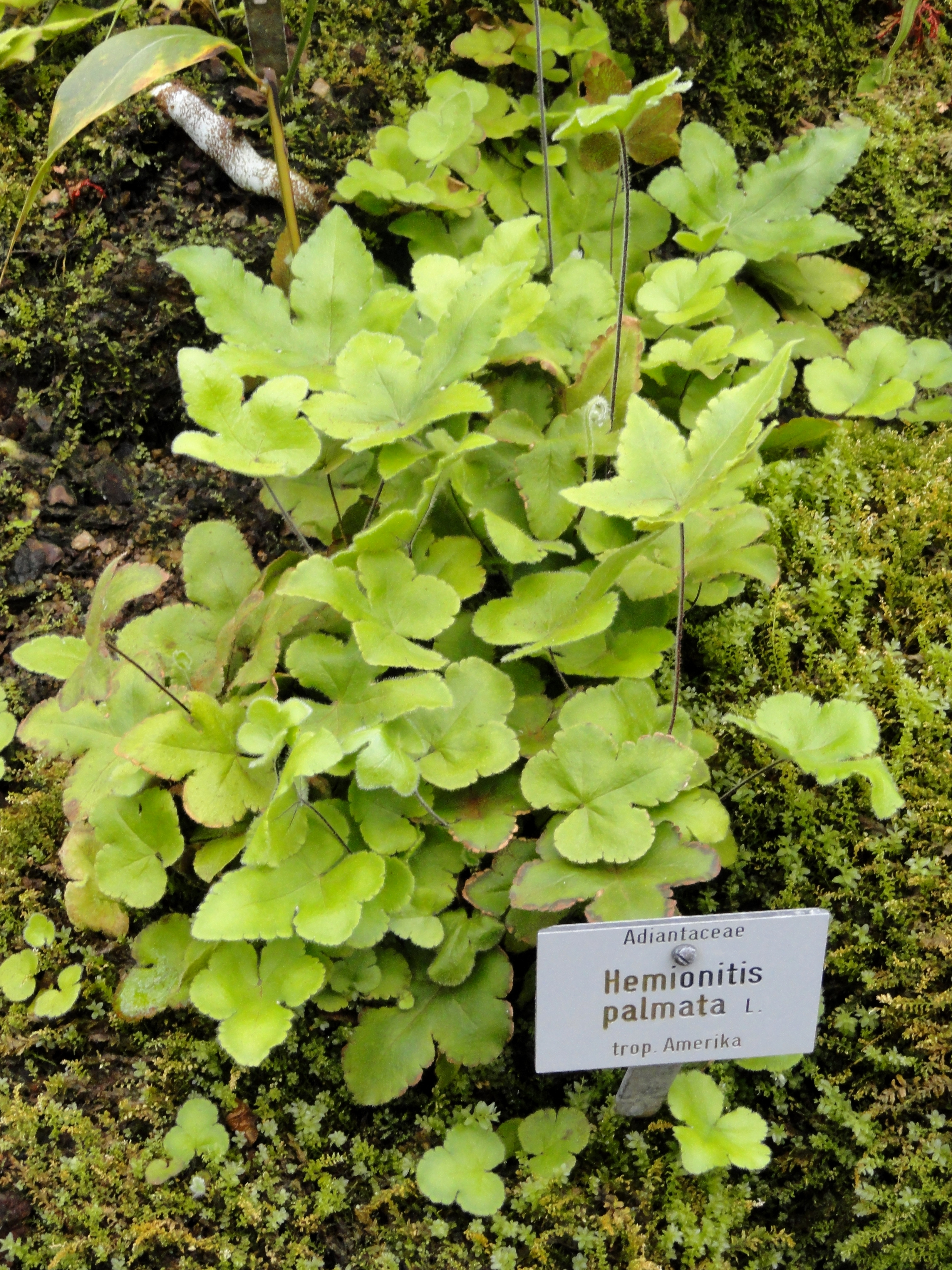
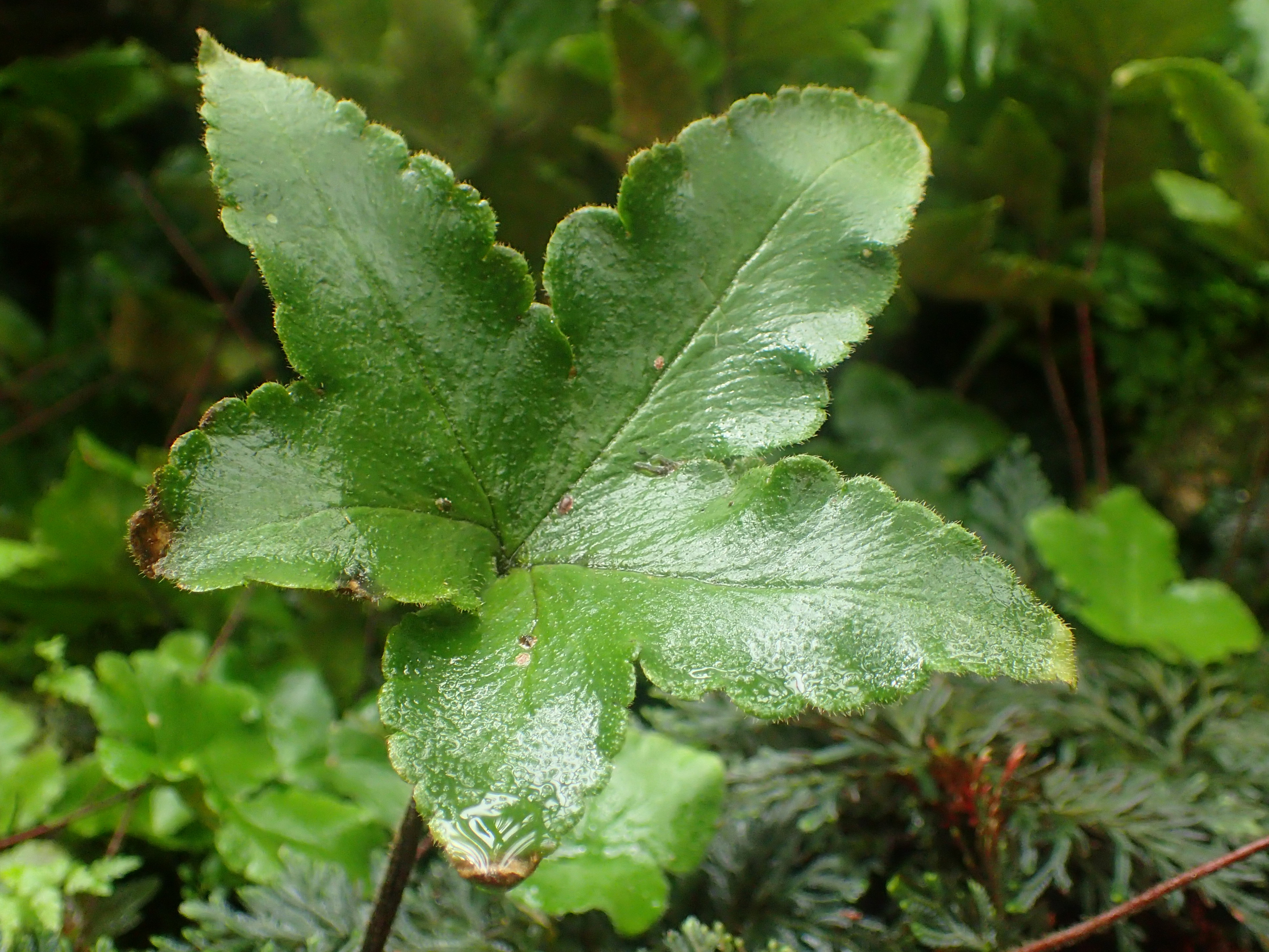